# Dante Alighieri (1910)
Dante Alighieri – włoski pancernik (drednot) z czasów I wojny światowej i okresu dwudziestolecia międzywojennego. Okręt miał wyporność 21 800 ton i osiągał prędkość ponad 22 węzły, a jego główne uzbrojenie stanowiło 12 dział kalibru 305 mm, uzupełniane przez 20 dział kalibru 120 mm i kilkanaście mniejszych. Jednostka została zwodowana 20 sierpnia 1910 roku w stoczni Cantiere navale di Castellammare di Stabia w Castellammare di Stabia, a do służby w Regia Marina wcielono ją 15 stycznia 1913 roku. Nazwę otrzymał na cześć włoskiego poety, filozofa i polityka – Dantego Alighieri. 
„Dante Alighieri” był pierwszym włoskim drednotem, pierwszym na świecie drednotem zaprojektowanym z trójdziałowymi wieżami artyleryjskimi i pierwszym włoskim pancernikiem z napędem czterośrubowym. Okręt wziął symboliczny udział w działaniach wojennych, uczestnicząc jedynie w osłonie alianckich okrętów uczestniczących w II bitwie pod Durazzo. W okresie międzywojennym służył na Morzu Śródziemnym, uczestnicząc w manewrach floty. Jednostka została wycofana ze służby 1 listopada 1928 roku i następnie złomowana.

## Projekt i budowa
Zbudowanie przez Wielką Brytanię na początku XX wieku nowatorskiego pancernika HMS „Dreadnought”, uzbrojonego w artylerię główną ujednoliconego kalibru i napędzanego turbinami parowymi, spowodowało w wielu flotach rozpoczęcie prac koncepcyjnych nad podobnymi okrętami. Z flot państw basenu Morza Śródziemnego początkowo żadna nie chciała rozpocząć projektowania drednotów ze względu na koszty ich budowy, zadowalając się aktualnie budowanymi i wprowadzanymi do służby przeddrednotami (typów Regina Elena, Danton i Radetzky). Dopiero w latach 1908–1910 konstruktorzy włoscy, austro-węgierscy i francuscy zaczęli tworzyć projekty jednostek nowej generacji. Włosi mieli już pewne doświadczenia w projektowaniu podobnych okrętów, gdyż jeszcze w 1903 roku generał inżynier Vittorio Cuniberti opublikował na łamach rocznika morskiego „Jane’s Fighting Ships” projekt „idealnego pancernika dla Royal Navy” o wyporności 17 000 ton, uzbrojonego w 12 dział kalibru 305 mm, z silnym pancerzem burtowym i osiągającego prędkość 24 węzłów. Na przełomie 1907 i 1908 roku Cuniberti przygotował również innowacyjny projekt pancernika na ogłoszony przez rosyjskie ministerstwo marynarki konkurs na drednota dla Floty Bałtyckiej, w założeniach którego było zainstalowanie dział artylerii głównej w trójdziałowych wieżach i części dział artylerii średniej w dwudziałowych wieżach, co stanowiło duże podobieństwo do rozwiązań zastosowanych na pierwszym włoskim drednocie.
Projekt okrętu zaczął powstawać w 1908 roku, a jego autorem był generał inżynier Edoardo Masdea (bazował on w pewnej części na planach zmarłego niedawno Cunibertiego). Według założeń miała to być jednostka o wyporności nie przekraczającej 20 000 ton, silnym opancerzeniu, przenosząca najlepiej 12 dział kalibru 305 mm i osiągająca prędkość co najmniej 22 węzły. Wymóg instalacji tak silnego uzbrojenia głównego przy ograniczeniach tonażowych spowodował konieczność umieszczenia dział w czterech trójdziałowych wieżach, co było nowością w światowym budownictwie okrętowym. Konstrukcja wież powstała we współpracy z Brytyjczykami, którzy prowadzili prace nad nimi w celu zastosowania na okrętach swojej floty (do czego w latach I wojny światowej ostatecznie nie doszło). Początkowo uzbrojeniem okrętu miały być działa kalibru 305 mm o bardzo dużej długości lufy (L/50) i doskonałych osiągach balistycznych, jednak większa masa i mniejsza trwałość luf spowodowała odrzucenie tej koncepcji. Równie innowacyjna była koncepcja umieszczenia ośmiu dział artylerii średniej w wieżach, gdyż w tym czasie niemal wszystkie budowane wielkie okręty miały działa zainstalowane w kazamatach.
Pancernik został zamówiony na początku 1909 roku w państwowej stoczni Cantiere navale di Castellammare di Stabia w Castellammare di Stabia, mimo że jego budowa nie została zatwierdzona przez parlament i nie było nań funduszy. Dopiero po ogłoszeniu w styczniu 1909 roku planów rozbudowy Kaiserliche und Königliche Kriegsmarine, zakładających m.in. powstanie czterech drednotów (późniejszych jednostek typu Tegetthoff), ministrowi marynarki włoskiej admirałowi Carlo Mirabello udało się w czerwcu 1909 roku przekonać parlament do wyasygnowania środków na powiększenie floty, w tym budowę także czterech drednotów. Stępkę okrętu położono 6 czerwca 1909 roku, a jego kadłub został zwodowany 20 sierpnia 1910 roku. Pancernik otrzymał nazwę na cześć włoskiego poety, filozofa i polityka – Dantego Alighieri. Koszt budowy jednostki wyniósł 65 mln lirów.
14 października 1911 roku pancernik wyszedł w pierwszy rejs, jeszcze bez wież artylerii głównej. Podczas prób morskich przeprowadzonych jesienią 1912 roku okręt bez wież artylerii głównej osiągnął prędkość maksymalną 23,4 węzła, a później osiągnięto prędkość 22,83 węzła przy przeciążeniu maszyn do 32 350 KM. Kłopoty z prototypowymi wieżami spowodowały spore opóźnienie w przekazaniu jednostki do eksploatacji, w wyniku czego pierwszym drednotem z trójdziałowymi wieżami artyleryjskimi, który wszedł do służby był austro-węgierski SMS „Viribus Unitis”.

## Dane taktyczno-techniczne

### Charakterystyka ogólna

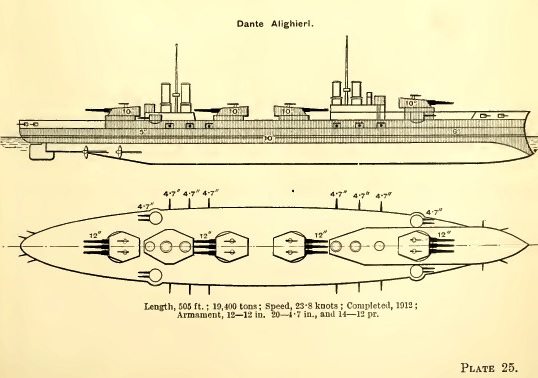
Rzut boczny i plan pokładu pancernika

„Dante Alighieri” był pancernikiem o długim kadłubie z krótkim i zwężonym podwyższonym pokładem dziobowym (współczynnik długości do szerokości wynosił 6,3:1). Dziobnica jednostki poniżej wodnicy wyposażona była w taran, podobnie jak okręty typu Regina Elena. Na pokładzie dziobowym znajdowała się przednia wieża artylerii głównej, a za nią umieszczono nadbudówkę z głównym stanowiskiem dowodzenia i pomostem bojowym; za nią znajdowały się dwa kominy ustawione w osi symetrii jednostki, między którymi ustawiono maszt główny. Na śródokręciu znajdowały się dwie wieże dział artylerii głównej, umieszczone w osi symetrii na pokładzie głównym, z lufami dział skierowanymi w pozycji spoczynkowej w kierunku dziobu. Za wieżami znajdowały się dwa kolejne kominy z masztem pomiędzy nimi oraz zapasowe, opancerzone stanowisko dowodzenia; na rufie umieszczono czwartą wieżę artylerii głównej. Pokładowe środki komunikacyjne i ratunkowe znajdowały się po obu stronach rufowej pary kominów, na dachu trzeciej wieży artylerii głównej, na wysięgnikach między wieżami na śródokręciu oraz na rufie, a opuszczane i podnoszone były przez wysięgnik zamocowany na rufowym maszcie. Sylwetka okrętu była bardzo podobna do zaprojektowanych przez generała Masdeę krążowników pancernych typu San Giorgio.
Okręt miał długość całkowitą wynoszącą 168,1 metra (158,4 metra między pionami), maksymalną szerokość 26,6 metra i zanurzenie od 8,8 do 9,75 metra . Wyporność normalna wynosiła 19 500 ton, a pełna 21 800 ton. Bez paliwa wyporność okrętu wynosiła 17 535 ton.
Załoga okrętu składała się 31 oficerów i 950 podoficerów i marynarzy.

### Urządzenia napędowe
Okręt był napędzany trzema zestawami turbin parowych systemu Parsonsa produkcji zakładów Ansaldo z Genui, pracującymi na cztery linie wałów zakończonych śrubami napędowymi. Turbiny zostały umieszczone w trzech sąsiadujących przedziałach maszynowni na śródokręciu, sąsiadując z komorami amunicyjnymi drugiej i trzeciej wieży artylerii głównej. Parę dostarczały 23 kotły wodnorurkowe systemu Blechynden produkcji zakładów Ansaldo z opalaniem mieszanym (siedem kotłów opalanych było paliwem płynnym – mazutem, a 16 mogło być opalanych węglem bądź paliwem płynnym), rozmieszczonych w czterech kotłowniach usytuowanych przed przedziałami turbin i trzech za nimi. Zastosowany układ pomieszczeń siłowni powodował znaczne wydłużenie wałów napędowych, co negatywnie wpływało na masę całego układu i komplikowało układ wewnętrzny kadłuba.
Maszyny osiągały łączną projektowaną moc 19 000 KM, która rosła do ponad 32 000 KM przy forsowaniu kotłów, co pozwalało na osiągnięcie prędkości maksymalnej 22,83 węzła. Normalnie do zasobni ładowano 700 ton węgla dla kotłów o opalaniu mieszanym, a zbiorniki napełniano 300 tonami mazutu, a maksymalnie okręt mógł zabrać 2400 ton węgla i 600 ton paliwa płynnego. Zasięg wynosił 5000 Mm przy ekonomicznej prędkości 10 węzłów lub 1000 Mm przy prędkości 22 węzłów.
Na rufie znajdowały się dwa stery: mniejszy i większy, ustawione jeden za drugim, co miało na celu polepszenie zwrotności okrętu.

### Uzbrojenie

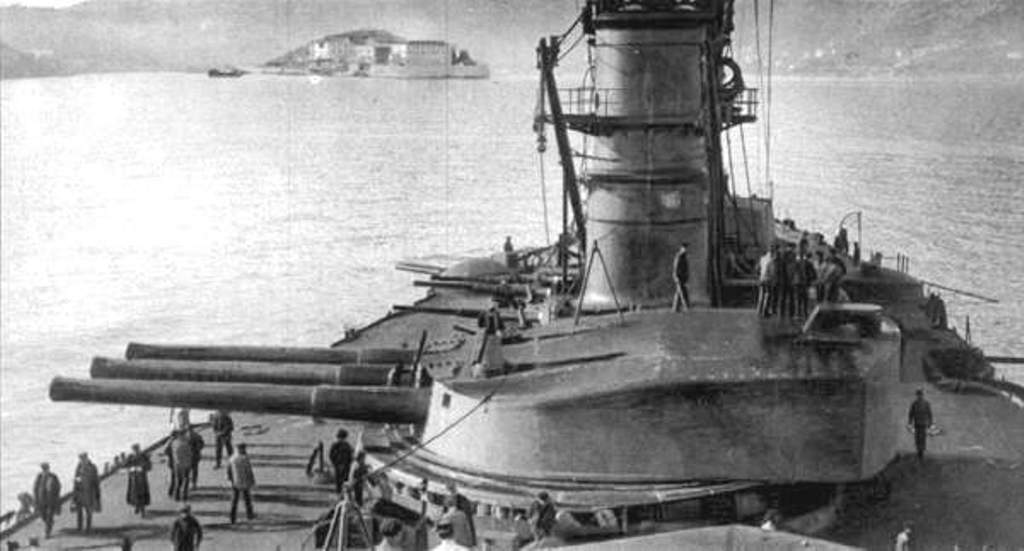
Jedna z wież artylerii głównej na śródokręciu

Główne uzbrojenie pancernika składało się z 12 dział kalibru 305 mm A1909 L/46 konstrukcji brytyjskich zakładów Armstrong (wyprodukowano je we włoskiej filii Armstronga w Pozzuoli), umieszczonych w osi okrętu w czterech trójdziałowych wieżach – jednej na pokładzie dziobowym, dwóch na śródokręciu i jednej na rufie. Działa takie, oznaczone przez producenta jako typ T, trafiły również na uzbrojenie kolejnego typu włoskich drednotów Conte di Cavour. Wieże o napędzie hydraulicznym miały masy po 645 ton i były wspólnym dziełem Armstronga i Vickersa; każde działo było niezależnie podnoszone i miało własną windę amunicyjną, a ich ładowanie mogło odbywać się przy każdym kącie podniesienia. Kąt ostrzału wież zewnętrznych wynosił 300°, a wewnętrznych 260°. Masa lufy z zamkiem wynosiła 69,29 tony, a jego długość całkowita 14,5 metra. Działa wykorzystywały amunicję rozdzielnego ładowania. Używano pocisków przeciwpancernych o masie 418,1 kg (w tym ładunek wybuchowy 4,8 kg) i pocisków burzących o masie 401,3 kg (w tym ładunek wybuchowy 25,5 kg). Ładunki miotające miały wagomiar od 131,9 do 157 kg. Kąt podniesienia lufy wynosił od -5° do +20°, a maksymalna donośność wystrzeliwanego z prędkością początkową 862 m/s pocisku wynosiła 24 000 metrów. Szybkostrzelność wynosiła od jednego do dwóch strzałów na minutę.
Artyleria średnia składała się z 20 dział kalibru 120 mm A1909 L/50, także produkcji Armstronga, umieszczonych w dwojaki sposób: osiem dział zamontowano w czterech podwójnych wieżach, a 12 znalazło się w kazamatach na pokładzie bateryjnym. Działa takie, oznaczone przez producenta jako typ EE, trafiły również na uzbrojenie pancerników typu Conte di Cavour, a także krążowników „Quarto” i jednostek typu Nino Bixio. Dwudziałowe wieże o napędzie elektrycznym zostały zamontowane na pokładzie głównym w pobliżu dziobowej i rufowej wieży artylerii głównej, a pojedyncze działa umieszczone w kazamatach zostały zgrupowane w bateriach po trzy armaty na wysokości dziobowej i rufowej pary kominów. Masa lufy z zamkiem wynosiła 3,72 tony, a długość całkowita działa wynosiła 6,22 metra. Działa wykorzystywały amunicję rozdzielnego ładowania: pociski burzące o masie 22,13 kg (w tym ładunek wybuchowy 1,23 kg) lub szrapnele o masie 25,12 kg (w tym ładunek wybuchowy 0,3 kg), wystrzeliwane za pomocą ładunków miotających o masie 6,65 kg. Prędkość początkowa pocisku wynosiła 850 m/s, a szybkostrzelność teoretyczna do 15 strzałów na minutę (praktyczna od sześciu do 10).
Uzupełnieniem artylerii głównej i średniej było początkowo 13 pojedynczych półautomatycznych dział kalibru 76 mm A1897 L/40 produkcji Armstronga . Działa umieszczone zostały po trzy na każdej wieży artylerii głównej oraz na nadbudówkach. Masa działa wynosiła 605 kg, a jego długość całkowita 3,13 metra. Działa strzelały pociskami przeciwpancernymi o masie 5,67 kg (w tym ładunek wybuchowy 0,27 kg) i burzącymi o masie 5,58 kg (w tym ładunek wybuchowy 1,54 kg). Prędkość początkowa pocisku wynosiła 700 m/s. Uzbrojenie artyleryjskie uzupełniało sześć karabinów maszynowych.
Broń torpedową stanowiły trzy pojedyncze podwodne wyrzutnie kalibru 450 mm, umieszczone po obu burtach w części dziobowej oraz na rufie.

### Opancerzenie
Pancerz okrętu miał łączną masę 4020 ton, co stanowiło około 20% wyporności jednostki. Jego podstawowym elementem był wykonany we włoskich zakładach z Terni ze stali Kruppa pas burtowy o grubości maksymalnej 250 mm na wodnicy śródokręcia, zmniejszającej się w stronę dziobu i rufy odpowiednio do 100 i 76 mm. Powyżej głównego pasa pancerza burtowego znajdował się kolejny, rozciągający się pomiędzy barbetami dziobowej i rufowej wieży artylerii głównej, a jego grubość wynosiła 203 mm. Pokład pancerny z przyburtowymi skosami znajdował się na wysokości głównego pasa burtowego i miał grubość 50 mm, rozciągając się na całej długości kadłuba; powyżej niego znajdowały się dwa pokłady przeciwodłamkowe o grubości 30 i 24 mm, kończąc się na grodziach poprzecznych przed skrajnymi wieżami artylerii głównej.
Wieże artylerii głównej były chronione od czoła pancerzem o grubości 250 mm, a wieże artylerii średniej i kazamaty miały grubość 100 mm. Wieża dowodzenia chroniona była płytami o grubości 280 mm. Oprócz usytuowanych przy burtach zasobni węglowych pancernik nie miał żadnego systemu ochrony przeciwminowej i przeciwtorpedowej.

## Służba

### Okres przed I wojną światową
Po zakończeniu prób morskich „Dante Alighieri” został wcielony do służby w Regia Marina 15 stycznia 1913 roku. Między styczniem a marcem okręt odbył kilka krótkich rejsów na wodach macierzystych, a od 1 marca do 11 kwietnia pancernik udał się na Atlantyk, pokonując 7197 Mm i zawijając m.in. do Dakaru, Funchal, Ponta Delgada i Vigo. Po powrocie okręt, z królem Wiktorem Emanuelem III na pokładzie, 24 kwietnia wziął udział w uroczystości wodowania w macierzystej stoczni kolejnego włoskiego drednota, „Caio Duilio”. Po ceremonii, nadal z królem na pokładzie, „Dante Alighieri” wziął udział w manewrach floty na Morzu Tyrreńskim jako okręt flagowy wiceadmirała (wł. viceammiraglio) Marcello Amero D’Aste, dowodzącego 1. Dywizjonem 1. Eskadry. Latem na pancerniku został eksperymentalnie zaokrętowany wodnosamolot Paulhan–Curtiss i „Dante Alighieri” stał się pierwszym włoskim okrętem z wyposażeniem lotniczym. Dwupłat, pilotowany przez późniejszego admirała (wł. ammiraglio) Bruno Brivonesiego, umieszczono na dachu trzeciej wieży artylerii głównej, a podnoszony i opuszczany był za pomocą bomu. Między wrześniem a październikiem pancernik brał udział w kolejnych ćwiczeniach przeprowadzonych w okolicach La Spezii, a od października 1913 roku do 26 sierpnia 1914 roku był jednostką flagową dowódcy zjednoczonych sił morskich. W 1914 roku na okręcie pojawił się wodnosamolot firmy Breguet.

### I wojna światowa

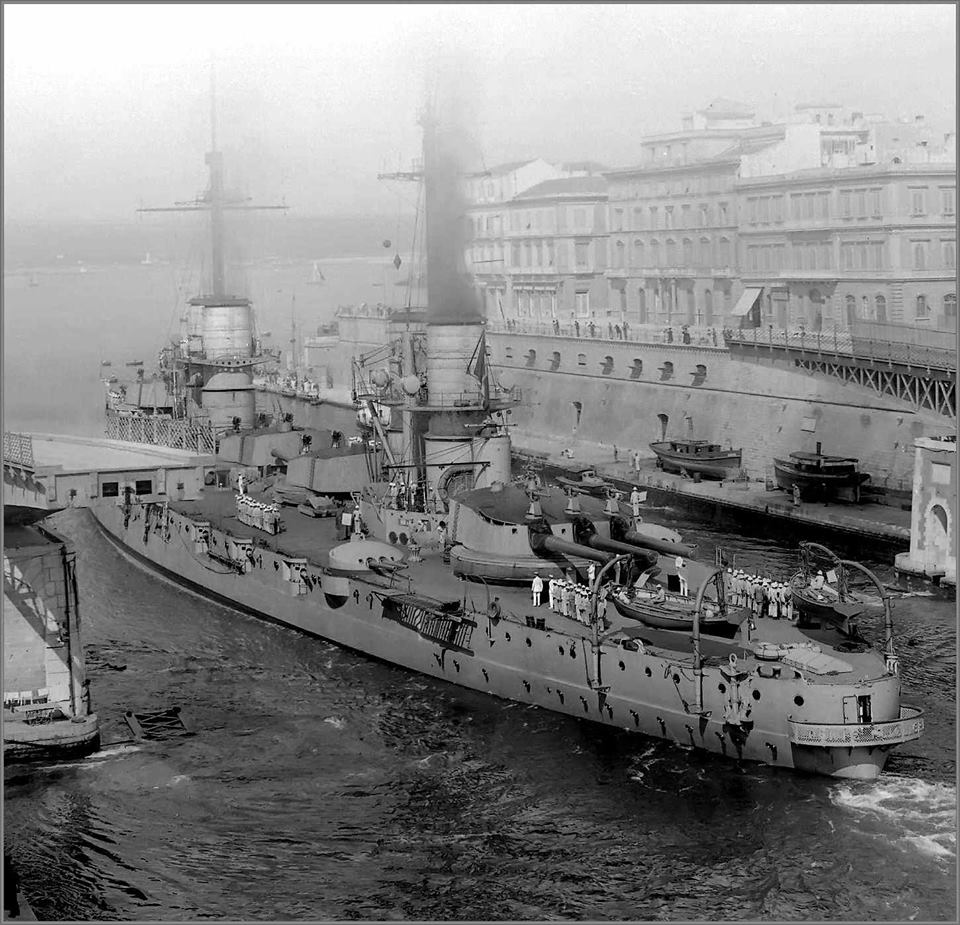
„Dante Alighieri” w Tarencie w 1918 roku

23 maja 1915 roku, kiedy Królestwo Włoch wypowiedziało wojnę Austro-Węgrom przystępując do I wojny światowej, „Dante Alighieri” był okrętem flagowym 1. Dywizjonu 1. Eskadry (w skład którego wchodziły ponadto pancerniki „Conte di Cavour”, „Giulio Cesare” i „Leonardo da Vinci”), dowodzonego przez kontradmirała (wł. contrammiraglio) Camillo Corsi, stacjonując w Tarencie. Między 5 września 1915 roku a 16 maja 1916 roku pancernik był okrętem flagowym dowódcy włoskiej floty, którym był wiceadmirał Luigi Amedeo di Savoia. W 1915 roku dokonano modernizacji uzbrojenia okrętu: zdemontowano 13 dział kalibru 76 mm A1897 L/40, instalując w zamian 16 dział pojedynczych tego samego kalibru, ale nowszego modelu A1909 L/50 . Zamontowano również cztery pojedyncze działa tego samego typu na podstawach przeciwlotniczych, jak również dwa pojedyncze działka przeciwlotnicze kalibru 40 mm Mark II L/39.
30 listopada 1916 roku pancerniki „Dante Alighieri”, „Conte di Cavour”, „Giulio Cesare”, „Andrea Doria” i „Caio Duilio” przeszły na Korfu w celu wsparcia sił blokujących Cieśninę Otranto, bazując tam do 21 stycznia 1917 roku. Po klęsce Włochów w bitwie pod Caporetto z okrętu zdemontowano czasowo część dział kalibru 120 mm, które posłużyły do wzmocnienia lądowej obrony Wenecji. Następnie okręt stacjonował w Tarencie do końca września 1918 roku. 30 września pancernik w eskorcie niszczycieli „Insidioso”, „Impavido” i „Irrequieto” wyszedł w morze w kierunku Brindisi w celu zabezpieczenia okrętów alianckich uczestniczących w ataku na Durazzo. „Dante Alighieri”, na pokładzie którego przebywał szef sztabu Regia Marina admirał Paolo Thaon di Revel, wszedł w skład zespołu dalekiej osłony, osłaniany przez niszczyciele „Carlo Alberto Racchia”, „Augusto Riboty”, „Cesare Rossarol”, „Guglielmo Pepe”, „Alessandro Poerio”, „Simone Schiaffino” i „Ippolito Nievo”. Operacja została przerwana po storpedowaniu przez austro-węgierskiego U-Boota SM U-31 brytyjskiego krążownika HMS „Weymouth”.
Podczas wojny okręt wziął udział w czterech misjach bojowych, przebywając w morzu 62 godziny; brał też udział w rejsach ćwiczebnych trwających łącznie 418 godzin, a 56 godzin spędził w stanie gotowości do wyjścia w morze.

### Okres międzywojenny
Po zawarciu rozejmu w Villa Giusti, 9 listopada 1918 roku „Dante Alighieri” przeszedł do Wenecji, skąd miał wspierać zajmowanie przez włoskie wojsko wybrzeża chorwacko–dalmatyńskiego. 11 stycznia 1919 roku okręt przebazowano do Tarentu, a następnie do La Spezii, lecz już w marcu powrócił na Morze Adriatyckie. Pancernik wspierał włoskie oddziały próbujące opanować należące uprzednio do Monarchii Austro-Węgierskiej miejscowości Fasana, Fiume, Sebenico i Zara. Gdy we wrześniu 1919 roku włoskie oddziały ochotnicze pod dowództwem Gabriele D’Annunzio rozpoczęły walki o Fiume, znajdujący się od maja w tym porcie „Dante Alighieri” nie podjął żadnych działań, a 200 osób z jego załogi wsparło rebelię. W porcie przebywały także inne okręty: włoskie niszczyciele „Carlo Mirabello”, „Francesco Nullo” i „Giuseppe Cesare Abba”, amerykański niszczyciel USS „Pillsbury”, francuski pancernik „Condorcet” i dwa brytyjskie krążowniki typu C. Okręty alianckie opuściły miasto, do którego przybyły dołączając do rebeliantów D’Annunzio kolejne jednostki włoskie: niszczyciele „Agostino Bertani”, „Pilade Bronzetti” i „Espero” oraz torpedowce 66PN i 68PN. Od 22 września 1919 roku do 14 marca 1920 roku pancernik był jednostką flagową admirała Franco Nunesa, stając się od tego momentu okrętem lojalnym wobec Królestwa Włoch. W listopadzie 1920 roku nastąpiła zmiana dowódcy jednostki: komandor (wł. capitano di vascello) Battista Tanca został zastąpiony przez komandora Antonio Foschiniego. W listopadzie rząd włoski podjął decyzję o morskiej i lądowej blokadzie portu, wysyłając zespół okrętów z pancernikiem „Andrea Doria” i niszczycielami (m.in. „Augusto Riboty” i „Falco”), torpedowcem „Calipso” i dwoma holownikami oraz wojsko. Na skutek blokady miasta „Dante Alighieri” był uwięziony w Fiume do 6 stycznia 1921 roku, kiedy to wyszedł z portu i udał się do La Spezii na przegląd stoczniowy, który trwał do kwietnia 1922 roku.
Po zakończonym remoncie okręt pełnił funkcję jednostki szkolnej, po czym przeszedł do Genui, gdzie wziął udział w międzynarodowej konferencji gospodarczej. W sierpniu w La Spezii zaczęła się trwająca rok przebudowa pancernika, podczas której m.in. wymieniono przedni maszt na trójnożny i podwyższono pierwszą parę kominów o trzy metry. Do wiosny 1924 roku „Dante Alighieri” przebywał w rezerwie, a następnie wziął udział w rejsie szkoleniowym wzdłuż południowego wybrzeża Włoch. W czerwcu okręt z rodziną królewską na pokładzie odwiedził Barcelonę, gdzie doszło do spotkania z hiszpańską rodziną królewską. W 1924 i 1925 roku „Dante Alighieri” wziął udział w manewrach włoskiej floty, przeprowadzonych na wodach nieopodal Sycylii. W 1925 roku na pancerniku zaokrętowano łódź latającą Macchi M.18, którą umieszczono na dachu trzeciej wieży artylerii głównej. Rok 1926 okręt spędził w rezerwie, a w następnym najpierw uczestniczył w przeprowadzonych między Mesyną a Anzio manewrach, a następnie (15 lipca) wziął udział w paradzie floty koło Ostii. We wrześniu „Dante Alighieri” wraz z „Andrea Doria” wziął udział w Genui w zawodach lotniczych o Puchar Schneidera.
1 lipca 1928 roku pancernik trafił do rezerwy, gdzie został rozbrojony. 1 listopada dekretem królewskim nr 2601 jednostka została wycofana ze służby i złomowana w latach 1929–1930 w La Spezii.

## Ocena
„Dante Alighieri” był pierwszym włoskim drednotem, pierwszym na świecie drednotem zaprojektowanym z trójdziałowymi wieżami artyleryjskimi i artylerią średnią częściowo umieszczoną w wieżach, a także pierwszym włoskim pancernikiem z napędem czterośrubowym. Ze względu na kłopoty z umieszczonym w innowacyjnych wieżach uzbrojeniem okręt wszedł do służby z dużym opóźnieniem, gdy w Wielkiej Brytanii budowano już superdrednoty z działami kalibru od 343 do 381 mm. Pancernik miał też słabsze od innych jednostek opancerzenie i zupełny brak ochrony przeciwpodwodnej. Sposób umieszczenia wież artylerii głównej również okazał się szybko anachroniczny i następne włoskie pancerniki miały już wieże umieszczone w superpozycji. Mimo to jednostka charakteryzowała się silnym uzbrojeniem i osiągała większą niż inne pancerniki prędkość. Wspomniane wyżej mankamenty spowodowały jednak wczesne wycofanie pancernika ze służby, gdyż powodowały niemożność i nieopłacalność modernizacji, którą przeszły w okresie międzywojennym jednostki typu Conte di Cavour i Caio Duilio.